# Agapetus cornutus
Agapetus cornutus là một loài Trichoptera trong họ Glossosomatidae. Chúng phân bố ở miền Tân bắc.